# Capital propriu
Capitalul propriu este definit de Cadrul General ca fiind interesul rezidual al acționarilor în activele unei societăți, după deducerea tuturor datoriilor sale. O altă definire a capitalurilor proprii poate fi că ele reprezintă resurse financiare atrase de la proprietari (acționari sau asociați), precum și acelea constituite din profiturile obținute.
Literatura de specialitate abordează capitatul propriu din două puncte de vedere și anume:
1. Reprezentând o estimare contabilă a valorii drepturilor de proprietate ale investitorilor în societate;
2. Reprezentând datoria societății față de proprietarii săi.

În structura capitalului propriu intră următoarele elemente:
1. Capitalul (individual sau social);
2. Primele legate de capital;
3. Rezervele din reevaluare;
4. Rezervele;
5. Rezultatul exercițiului financiar;
6. Rezultatul reportat.

Capitalurile proprii reprezintă dreptul acționarilor/asociaților, asupra activelor unei societăți, după ce s-au dedus toate datoriile acesteia.